# Puka-Puka
Puka-Puka är en atoll i Stilla havet som tillhör ögruppen Tuamotuöarna i Franska Polynesien. Den är en av de öar som kallades Disapointment Islands (Besvikelsens öar) när de besöktes av John Byron 1765. Den har en total yta på fem kvadratkilometer och en lagun som är nästan fylld med  silt. 
Det största samhället på Puka-Puka är Te One Maina med omkring 110 invånare. 

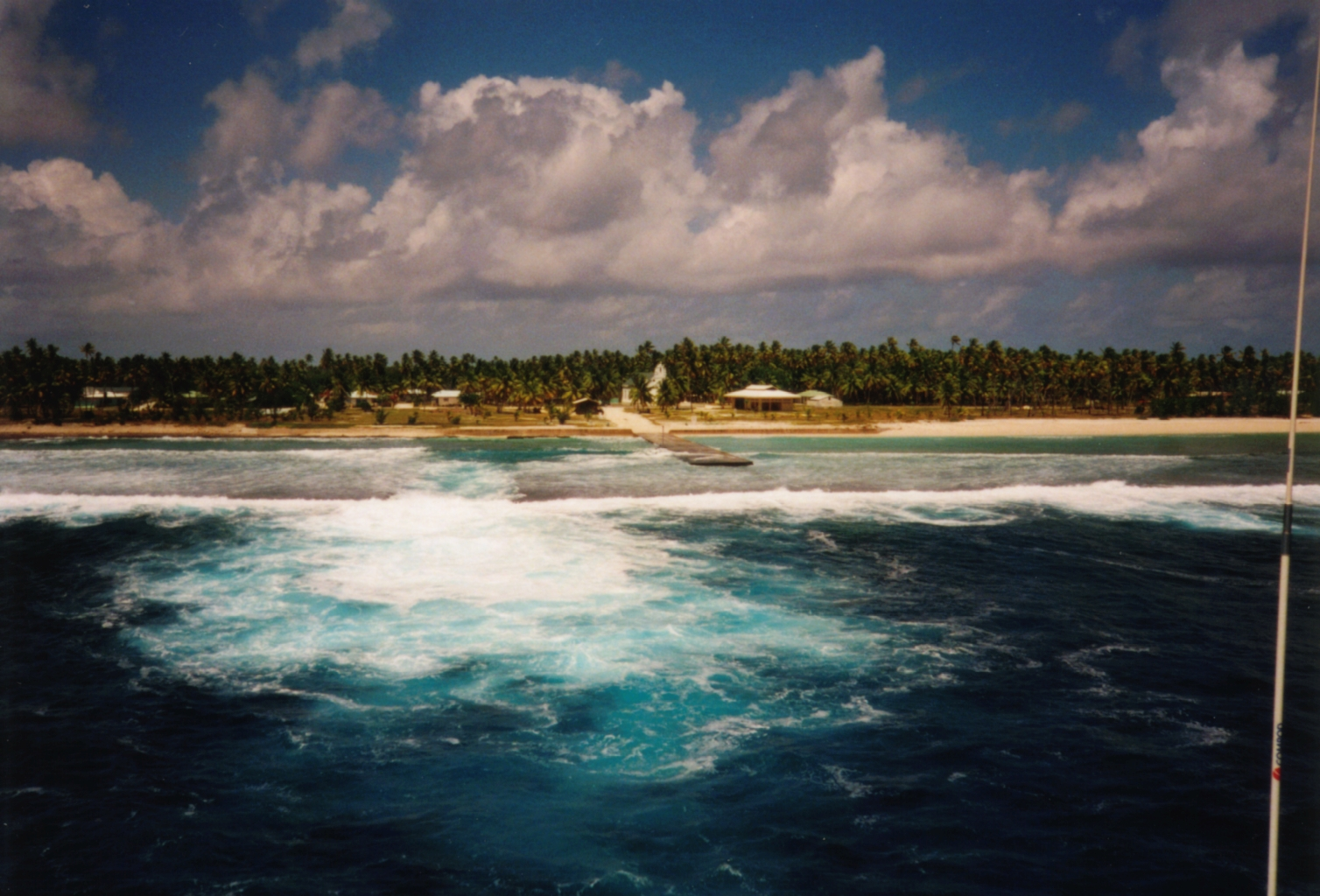
Te One Maima.

Atollen har en mindre flygplats, Puka Puka Airport
(IATA: PKP, ICAO: NTGP).

## Historia
Puka-Puka är troligen identisk med ön San Paulo som upptäcktes av Ferdinand Magellan 24 januari 1521. Puka-Puka har också siktats av Charles Darwin som passerade ön 9 november 1835 på sin expedition med HMS Beagle och av Thor Heyerdahl på hans resa med Kon-Tiki 1947.
År 1958 drabbades ön av en tyfon som dödade stora delar av den manliga befolkningen, som var ute och fiskade. 1996 förstördes en stor del av byggnaderna på Puka-Puka av en ny tyfon och byggdes upp igen med finansiell hjälp från Frankrike. I Te One Maina har man byggt en byggnad på betongpelare där befolkningen kan ta skydd vid eventuella naturkatastrofer.